# Austin Berry
Austín Gerardo Berry Moya (Puerto Limón, 5 de abril de 1971) é um ex-futebolista costarriquenho que atuava como meio-campista.

## Carreira em clubes
Berry viveu a melhor fase de sua carreira (iniciada em 1989) no Alajuelense, equipe que defendeu entre 1989–1992 e de 1994 a 1999.
Teve ainda uma curta passagem no futebol alemão, onde representou o Freiburg por uma temporada. Ainda passou pelo Antigua GFC entre 1999 e 2000, ano em que regressou à Costa Rica para defender o Herediano, onde encerrou a carreira em 2006, aos 35 anos.

## Caso dedoping
Em julho de 1996, Berry foi suspenso por 2 meses após o exame antidoping em que foi submetido detectou a presença de fenmetrazina (estimulante usado como supressor de apetite).

## Seleção
Pela Seleção Costarriquenha de Futebol, Berry fez sua estreia em junho de 1991, num amistoso contra a Colômbia.
Participou de duas edições da Copa América (1997 e 2001) e de duas edições da Copa Ouro da CONCACAF (1991 e 2002). Sua última partida pelos Ticos foi um amistoso contra o Marrocos, que servia de preparação para a Copa de 2002, pela qual não foi convocado.

## Títulos
Alajuelense
- Campeonato Costarriquenho: 1991, 1992, 1995–96, 1996–97

Freiburg
- 2. Bundesliga: 1992–93